# Forteresse Saint-Nicolas (Rhodes)
Pour les articles homonymes, voir Phare (homonymie), Saint-Nicolas, Forteresse Saint-Nicolas et Fort Saint-Nicolas.
La forteresse Saint-Nicolas ou forteresse d'Agios Nikolaos ou phare d'Agios Nikolaos (grec moderne : φρούριο Αγίου Νικολάου) est une forteresse du XVe siècle et un phare maritime du XVIIe siècle, de Rhodes (ville), sur la pointe nord-est de l'île de Rhodes en mer Égée en Grèce. 

## Histoire
Cette forteresse médiévale circulaire est construite entre 1464 et 1467, au bout de la jetée du vieux port Mandraki de Rhodes (sur le lieu présumé de la construction du colosse de Rhodes, du IIIe siècle av. J.-C., une des Sept Merveilles du monde de l'Antiquité). Elle défend le vieux port et le Collachium et ses fortifications de Rhodes des frères hospitaliers de l'ordre de Saint-Jean de Jérusalem,, héritiers de la flotte de l'ordre du Temple. 

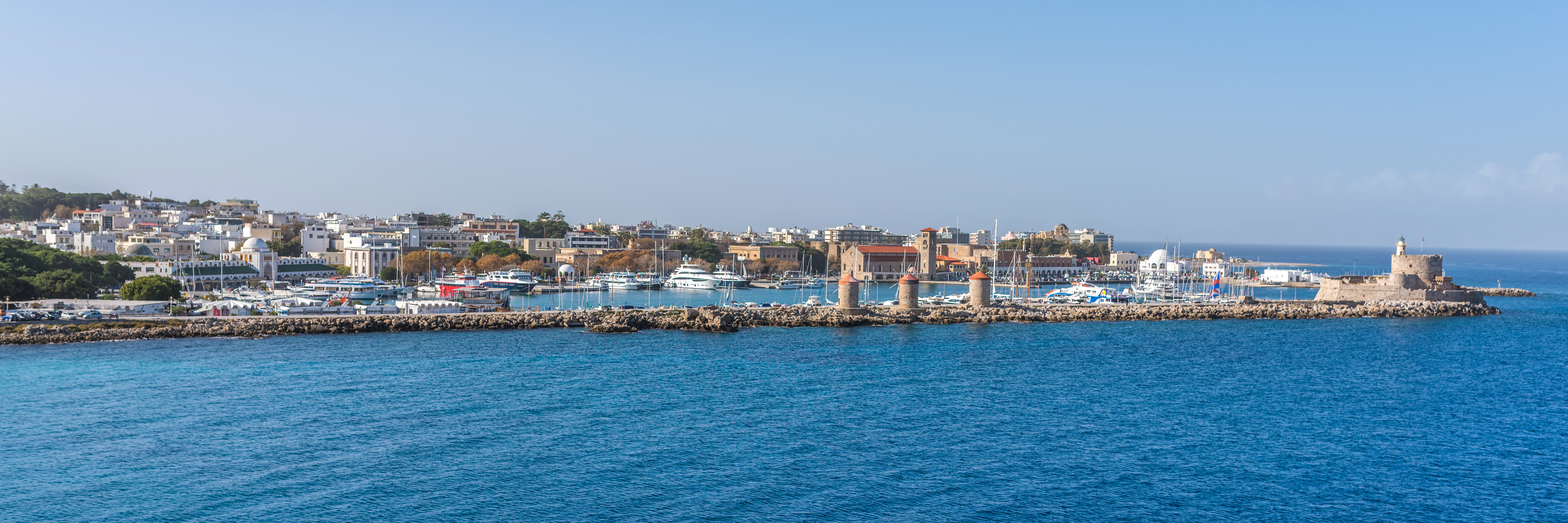
Vue panoramique du vieux port Mandraki de Rhodes
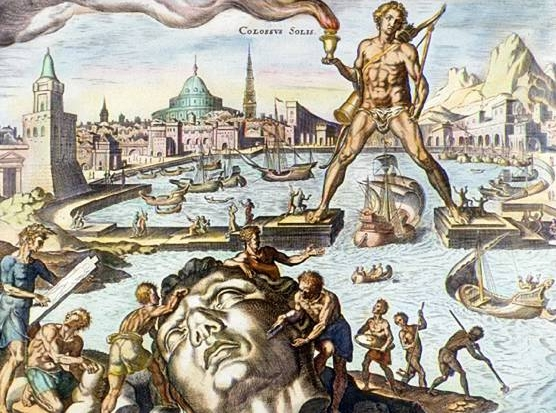
Le colosse de Rhodes

Elle est construite par le chevalier de Rhodes Piero Raimondo Zacosta, 38e grand maître des chevaliers-Hospitaliers de l'ordre de Saint-Jean de Jérusalem, à la suite de la chute de Constantinople de l'Empire byzantin de 1453. Elle est nommée d'après Saint Nicolas de Myre, saint patron des marins-navigateurs. 

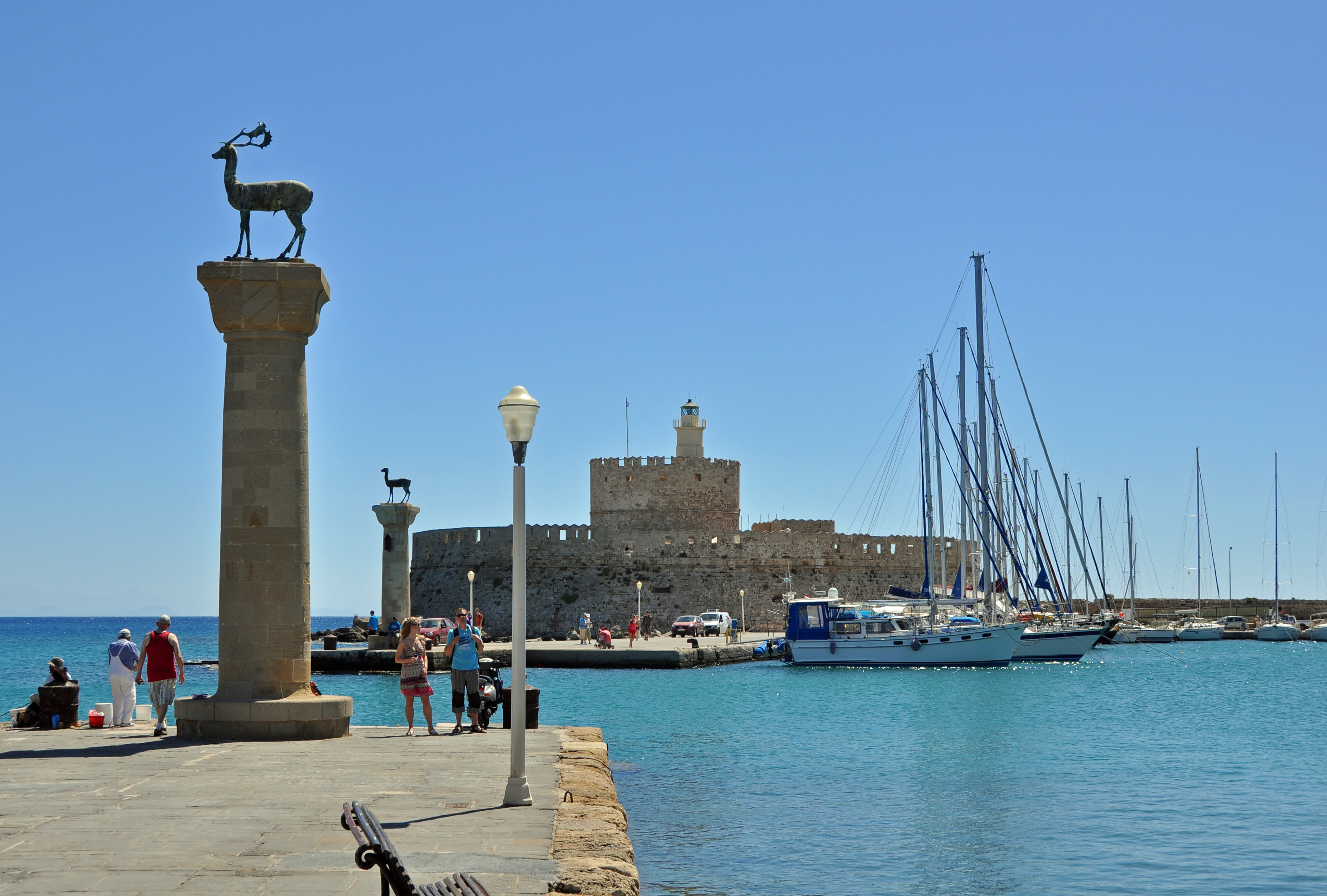
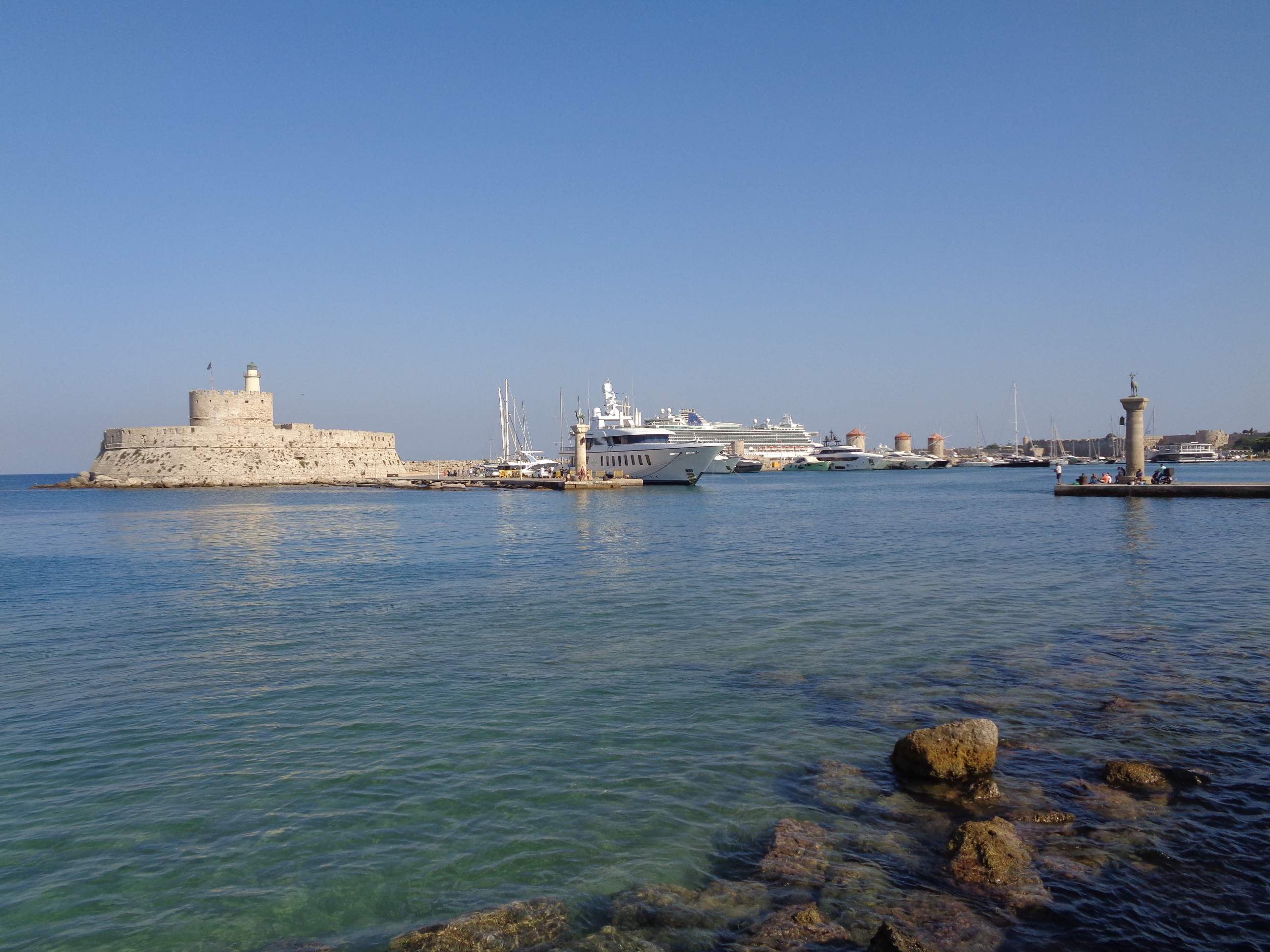
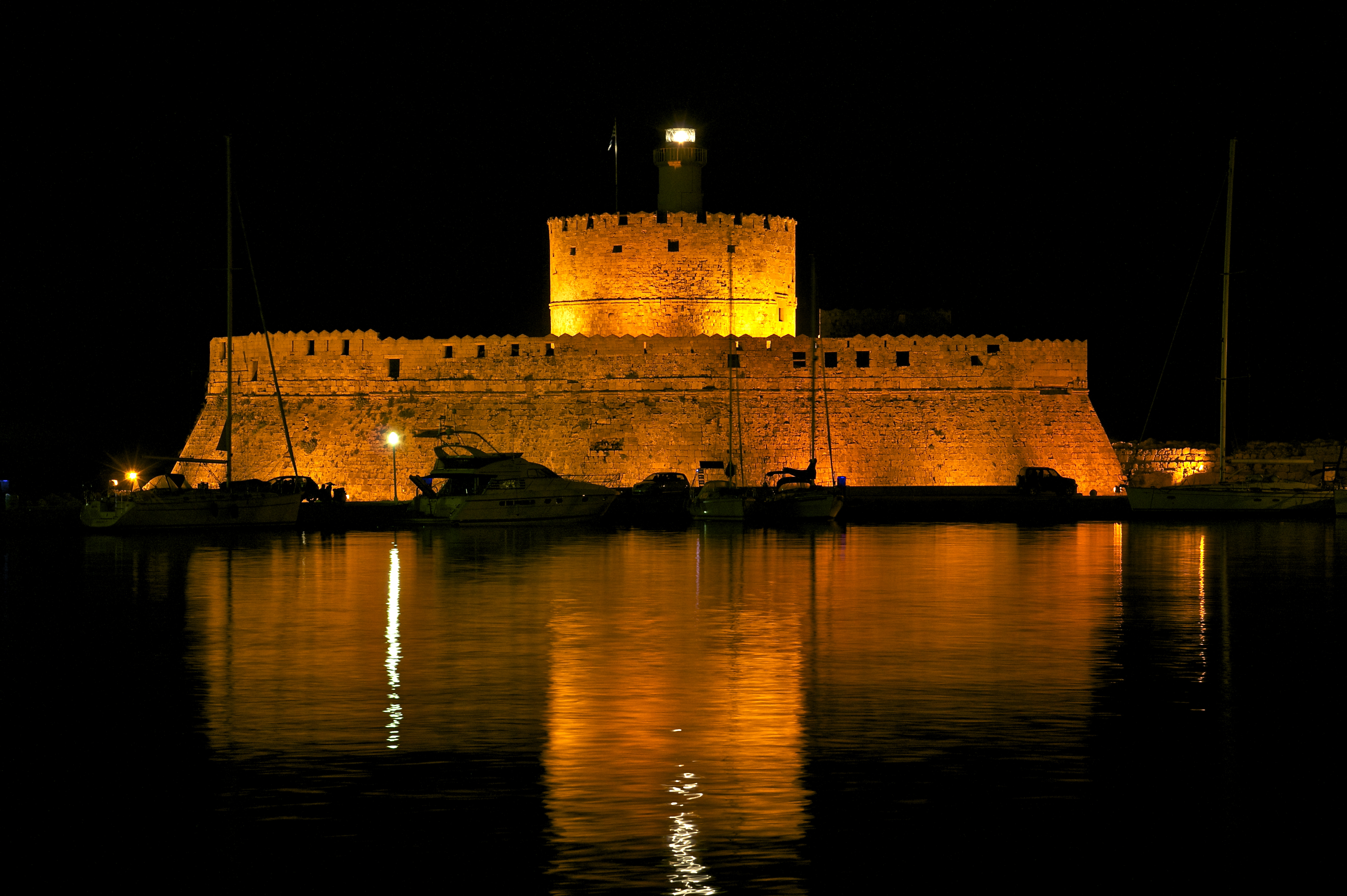

La forteresse est plusieurs fois modifiée, renforcée, reconstruite et rénovée au cours de son histoire, en particulier par le 40e Grand Maître Pierre d'Aubusson, après sa destruction du siège de Rhodes (1480) et du tremblement de terre de 1481 (en). 

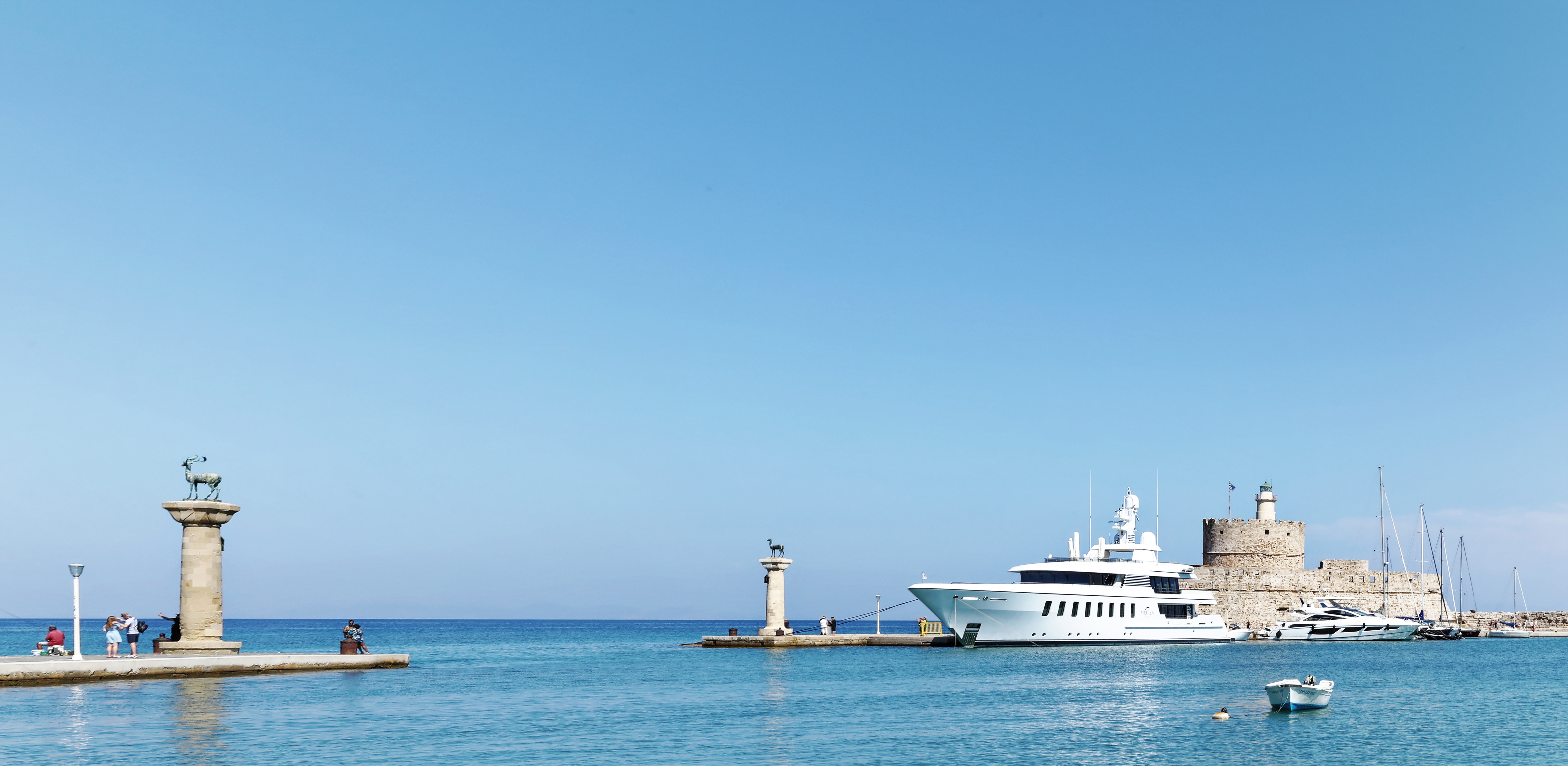
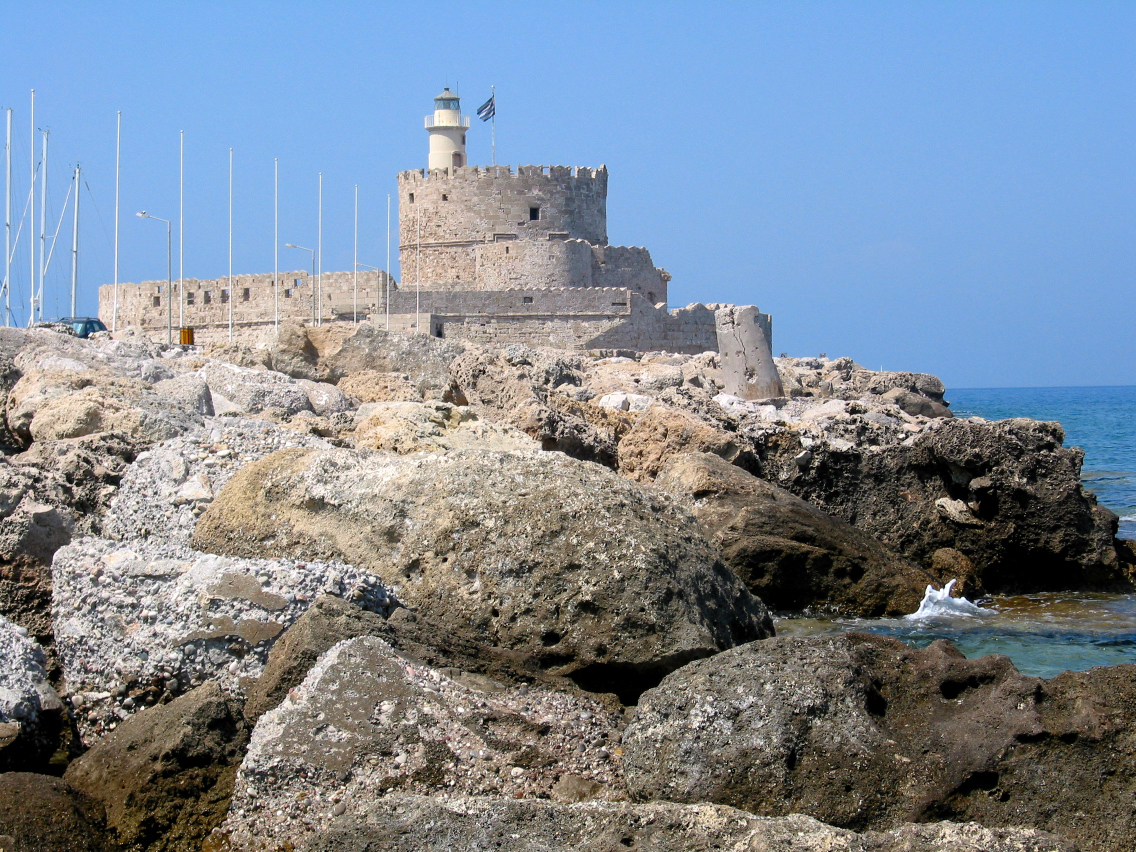

Le phare est construit en 1863 au sommet du donjon (liste des phares de Grèce). Sa lanterne est à ce jour automatisée et culmine à 24 m au-dessus de la mer Égée, pour indiquer l'entrée du vieux port maritime, avec 2 flashs blancs toutes les 12 s, sur une portée de 11 milles nautiques (20 km).

## Patrimoine mondial de l’UNESCO
La cité médiévale (ou vieille ville) de Rhodes (ville) enfermée dans l'enceinte des fortifications de Rhodes construits du temps des chevaliers de Rhodes, est classée patrimoine mondial de l’UNESCO depuis 1988.